# Partido Rumanía Unida
El Partido Rumanía Unida (en rumano: Partidul România Unită ) es un partido político nacionalista rumano fundado por exmiembros del Partido Socialdemócrata de Rumania el 22 de abril de 2015.

## Historia
Fue fundado por exmiembros del Partido Socialdemócrata, como Bogdan Diaconiu, y del Partido de la Gran Rumanía, como Horațiu Șerb, Vasile Vlasin y Valerian Moraru. Los miembros fundadores, signatarios del registro del partido, son: Bogdan Diaconu, Daniel Hogea, Augustin-Florin Hagiu, Horațiu Șerb, Dumitru Badragan și Dragoș Stancu, con base en la decisión civil nr. 5 de 7 de febrero de 2017, definitivo el 25 de abril de 2015.
En las elecciones legislativas de Rumania de 2016, el partido recibió 207.608 votos en las elecciones al Senado, el 1,18% de los sufragios, y 196.602 en las elecciones a la Cámara de Diputados, el 1,04% de los sufragios. Al no alcanzar el 5% requerido no pudieron obtener representación parlamentaria.

### Críticas
Los adversarios del partido consideran que tiene una postura nacionalista mimética, los antiguos 'PSDistas y empleados de Voicescu no fueron ni serán nunca nacionalistas'. En julio de 2016, Daniel Ghiță, campeón mundial de kickboxing, abandonó el partido, en desacuerdo con el presidente del partido en ese momento, Bogdan Diaconu, afirmando que no sigue los principios que promueve.

## Ideología
El partido afirma adherirse a una doctrina "nacional-democrática" basada en las ideas del historiador y político rumano Nicolae Iorga y centrada en los principios de justicia social, proteccionismo económico, nacionalismo rumano y anticorrupción. Según una resolución adoptada en septiembre de 2015, se opone a las cuotas de migrantes, el matrimonio entre personas del mismo sexo, la adopción del euro, la Asociación Transatlántica para el Comercio y la Inversión (ATCI), entre otros. Miembros destacados (ex. Vicepresidente Ovidiu Hurduzeu) del partido apoyan la salida inmediata de Rumania de la Unión Europea y la OTAN publicando mensajes como "¡Los tiempos de Ceausescu eran mejores!" en sitios web.

## Resumen electoral

### Legislativas

#### Cámara de Diputados
| Año  | Votos   | %    | Bancas ganadas | Nota                         |
| ---- | ------- | ---- | -------------- | ---------------------------- |
| 2016 | 196.397 | 2.79 | 0/329          | Oposición extraparlamentaria |

#### Senado
| Año  | Votos   | %    | Bancas ganadas | Nota                         |
| ---- | ------- | ---- | -------------- | ---------------------------- |
| 2016 | 207.977 | 2.95 | 0/136          | Oposición extraparlamentaria |